# Élections européennes de 2014 en Slovénie
Les élections européennes de 2014 ont eu lieu entre le 22 et le 25 mai selon les pays, et le dimanche 25 mai 2014 en Slovénie. C'étaient les premières élections depuis l'entrée en vigueur du Traité de Lisbonne qui a renforcé les pouvoirs du Parlement européen et modifié la répartition des sièges entre les différents États-membres. Ainsi, les Slovènes n'ont plus élu 7 députés européens, mais 8.

## Mode de scrutin
Les huit députés européens slovènes sont élus au suffrage universel direct par les citoyens slovènes et les ressortissants de l’UE résidant de façon permanente en Slovénie et étant âgés de plus de 18 ans. Le scrutin se tient au sein d'une circonscription unique selon le mode de vote préférentiel. Les sièges sont attribués aux listes ayant dépassé 5 % des suffrages exprimés selon la méthode d'Hondt.

## Campagne

### Candidats
| Parti | Parti                                                | Tête de liste                 | Parti politique européen |
| ----- | ---------------------------------------------------- | ----------------------------- | ------------------------ |
|       | Slovénie positive (PS)                               | Jože Mencinger                |                          |
|       | Parti démocratique slovène (SDS)                     | Milan Zver                    | PPE                      |
|       | Sociaux-démocrates (SD)                              | Igor Lukšič                   | PSE                      |
|       | Nouvelle Slovénie-Parti populaire slovène (N.Si-SLS) | Lojze Peterle                 | PPE                      |
|       | Parti démocrate des retraités slovènes (DeSUS)       | Ivo Vajgl                     |                          |
|       | Gauche unie (ZL)                                     | Violeta Tomić                 |                          |
|       | Démocratie libérale slovène (LDS)                    | Jelco Kacin                   | ALDE                     |
|       | Réel - Les sociaux-libéraux (Zares)                  | Darja Radič                   | ALDE                     |
|       | Parti national slovène (SNS)                         | Zmago Jelinčič Plemeniti      |                          |
|       | Je crois (Verjamem)                                  | Igor Šoltes                   |                          |
|       | Solidarité                                           | Dušan Peter Keber             |                          |
|       | Liste civique (DL)                                   | Senko Pličanič                |                          |
|       | Parti pirate                                         | Rolando Benjamin Vaz Ferreira | PPUE                     |
|       | Job de rêve                                          | Uroš Uršič                    |                          |
|       | Nation slovène                                       | Bogomil Knavs                 |                          |
|       | Verts de Slovénie                                    | Vlado Čuš                     |                          |

### Sondages
| Institut  | Date       | SDS  | SD   | N.SI-SLS | LDS | Zares | DeSUS | SNS  | Verj | PS  | Solidarité | UI  | DL  |
| --------- | ---------- | ---- | ---- | -------- | --- | ----- | ----- | ---- | ---- | --- | ---------- | --- | --- |
| Delo      | 19/05/2014 | 29.2 | 5,9  | 16,8     | 8,0 | -     | 2,9   | 2,2  | 11,7 | 6,5 | 1,4        | 5,1 | -   |
| EPIS      | 14/05/2014 | 27,0 | 8,0  | 19,0     | 7,0 | -     | 5,0   | 4,0  | 11,0 | 7,0 | 1,0        | 4,0 | 1,0 |
| Ninamedia | 12/05/2014 | 22,1 | 8,3  | 17,9     | 8,3 | -     | 3,3   | -    | 10,4 | 3,2 | -          | 3,6 | -   |
| EPIS      | 11/05/2014 | 26,0 | 10,0 | 20,0     | 7,0 | 0,4   | 5,0   | 5,0  | 9,0  | 7,0 | 1,0        | 3,0 | 2,0 |
| Ninamedia | 25/04/2014 | 28,8 | 5,8  | 21,1     | 6,7 | 2,6   | 7,4   | 6,4  | 10,2 | 6,9 | 2,4        | 1,6 |     |
| Delo      | 16/04/2014 | 24,9 | 5,3  | 13,8     | 7,4 | 1,6   | 5,4   | 14,5 | 10,4 | 5,5 | 4,9        | 3,6 | 2,8 |

## Résultats

### Répartition
|                | Voix      | %       |
| -------------- | --------- | ------- |
| Inscrits       | 1 710 856 | 100 %   |
| Votants        | 419 661   | 24,55 % |
| Blancs et nuls | 17 590    | 4,20 %  |
| Exprimés       | 402 071   | 95,80 % |

| ← Élections au Parlement européen de 2014                                 |                                                                           |                                                                           |                                                                           |        |        |              |
| Parti                                                                     | Parti                                                                     | Voix                                                                      | Voix                                                                      | Sièges | Sièges | Groupe au PE |
| Parti                                                                     | Parti                                                                     | %                                                                         | +/-                                                                       | Nombre | +/-    | Groupe au PE |
|                                                                           | Parti démocratique slovène                                                | 24,8 %                                                                    | -1,9                                                                      | 3      | +1     | PPE          |
|                                                                           | Nouvelle Slovénie-Parti populaire slovène                                 | 16,6 %                                                                    | -3,5                                                                      | 2      | +1     | PPE          |
|                                                                           | Je crois                                                                  | 10,3 %                                                                    | N/A                                                                       | 1      | N/A    | Verts/ALE    |
|                                                                           | Parti démocrate des retraités slovènes                                    | 8,1 %                                                                     | -0,9                                                                      | 1      | +1     | ADLE         |
|                                                                           | Sociaux-démocrates                                                        | 8,1 %                                                                     | -10,3                                                                     | 1      | -1     | S&D          |
|                                                                           | Slovénie positive                                                         | 6,6 %                                                                     | N/A                                                                       | 0      | N/A    |              |
|                                                                           | Gauche unie                                                               | 5,5 %                                                                     | N/A                                                                       | 0      | N/A    |              |
|                                                                           | Kacin - Concrètement                                                      | 4,9 %                                                                     | N/A                                                                       | 0      | N/A    |              |
|                                                                           | Parti national slovène                                                    | 4,0 %                                                                     | +1,2                                                                      | 0      | =      |              |
|                                                                           | Job de rêve                                                               | 3,5 %                                                                     | N/A                                                                       | 0      | N/A    |              |
|                                                                           | Parti Pirate                                                              | 2,6 %                                                                     | N/A                                                                       | 0      | N/A    |              |
|                                                                           | Solidarité                                                                | 1,7 %                                                                     | N/A                                                                       | 0      | N/A    |              |
|                                                                           | Liste civique                                                             | 1,1 %                                                                     | N/A                                                                       | 0      | N/A    |              |
| Autres (partis et candidats ayant moins de 1 % des votes et pas de siège) | Autres (partis et candidats ayant moins de 1 % des votes et pas de siège) | Autres (partis et candidats ayant moins de 1 % des votes et pas de siège) | Autres (partis et candidats ayant moins de 1 % des votes et pas de siège) | 0      | -2     | —            |
| Total                                                                     | Total                                                                     | 100 %                                                                     | 100 %                                                                     | 8      | +1     | —            |